# EUROfusion
EUROfusion es un consorcio de instituciones nacionales de investigación pertenecientes a la Unión Europea y Suiza. Se fundó en 2014 para lograr el objetivo del Acuerdo de Desarrollo de Fusión Europeo (EFDA) como organización paraguas de los laboratorios de investigación de fusión europeos. El consorcio está en la actualidad financiado por Euratom por el programa Horizonte 2020

## Organización
El acuerdo del consorcio EUROfusion está firmado por 29 organismos de investigación y universidades de 26 países de la Unión Europea, además de Suiza.
| País            | Laboratorio participante |
| --------------- | --- |
| Austria         | Academia Austriaca de Ciencias, Viena                                                                                                   |
| Bélgica         | École Royale Militaire-Koninklijke Militaire School, Plasma Physics Laboratory, Bruselas                                                |
| Bulgaria        | Academia Búlgara de Ciencias, Instituto de Investigación Nuclear y Energía Nuclear, Sofía                                               |
| Croacia         | Instituto Ruđer Bošković, Zagreb |
| Chipre          | Universidad de Chipre, Nicosia |
| República Checa | Academia de Ciencias de la República Checa, Institute of Plasma Physics, Prague                                                         |
| Dinamarca       | DTU, Plasma Physics and Fusion Energy, Lyngby                                                                                           |
| Estonia         | Universidad de Tartu, Instituto de Física                                                                                               |
| Finlandia       | VTT Technical Research Centre of Finland, Espoo                                                                                         |
| Francia         | Commissariat à l'énergie atomique et aux énergies alternatives, CEA, Cadarache                                                          |
| Alemania        | Forschungszentrum Jülich, FZJ; Karlsruhe Institute of Technology, KIT; Instituto Max Planck de Física del Plasma, Garching y Greifswald |
| Grecia          | National Center For Scientific Research "DEMOKRITOS", Athens                                                                            |
| Hungría         | Academia Húngara de Ciencias, Wigner Research Centre for Physics, Budapest                                                              |
| Irlanda         | Dublin City University, Plasma Research Laboratory                                                                                      |
| Italia          | Agenzia nazionale per le nuove tecnologie, l’energia e lo sviluppo economico sostenibile, ENEA (Italy), Frascati                        |
| Letonia         | Universidad de Letonia, Instituto de Física del Estado Sólido, Riga                                                                     |
| Lituania        | Instituto Lituano de Energía, Kaunas |
| Países Bajos    | FOM, Foundation for Fundamental Research on Matter, Utrecht                                                                             |
| Polonia         | Institute of Plasma Physics and Laser Microfusion, Varsovia                                                                             |
| Portugal        | Universidad Técnica de Lisboa, Instituto Superior Técnico, IST IPFN                                                                     |
| Rumania         | Institutul de Fizica Atomica (IFA), Illfov                                                                                              |
| Eslovaquia      | Universidad Comenius, Departamento de Física Experimental, Bratislava                                                                   |
| Eslovenia       | Instituto Jozef Stefan, Liubliana |
| España          | Centro de Investigaciones Energéticas, Medioambientales y Tecnológicas, (CIEMAT), Madrid                                                |
| Suecia          | Vetenskapsrådet, Stockholm |
| Suiza           | École Polytechnique Federale de Lausanne (EPFL), Swiss Plasma Center (SPC), Lausana                                                     |
| Reino Unido     | Culham Centre for Fusion Energy (CCFE), Host to JET                                                                                     |

La Unidad de gestión del programa Eurofusion está ubicada en Garching, cerca de Múnich (Alemania) en las instalaciones del Instituto: Max Planck Institute of Plasma Physics (IPP). El IPP es también la sede para la coordinación de EUROfusion.

## Actividades
Eurofusion financia actividades de investigación de fusión de acuerdo con la Roadmap to the realisation of fusion energy Archivado el 7 de noviembre de 2017 en Wayback Machine.. El hoja de ruta (Roadmap) establece la forma más eficiente para la producción de electricidad de fusión en 2050. El programa de investigación que se desarrolla bajo el paraguas Eurofusion tiene como objetivo preparar experimentos para ITER y desarrollar conceptos para la planta de demostración de la energía de fusión DEMO. EUROfusion está encargado de las investigaciones relacionadas con fusión que se realizan en JET Joint European Torus, situado en Culham Centre for Fusion Energy, UK. Otros dispositivos de fusión en Europa también dedican gran parte de sus esfuerzos en investigación desarrollando proyectos incluidos en el marco de trabajo (Framework) de EUROfusion:
| Dispositivo                                              | clase de dispositivo | Instituto/Localidad                             |
| -------------------------------------------------------- | -------------------- | ----------------------------------------------- |
| ASDEX Upgrade                                            | Tokamak              | IPP Garching, Germany                           |
| TCV Tokamak                                              | Tokamak              | École polytechnique fédérale de Lausanne, Suiza |
| Tungsten (W) Environment in Steady-state Tokamak or WEST | Tokamak              | CEA, Francia                                    |
| Mega Amp Spherical Tokamak or MAST Upgrade               | Spherical tokamak    | CCFE, Reino Unido                               |
| Wendelstein 7-X stellarator                              | Stellarator          | IPP at the Greifswald Alemania                  |
| TJ-II stellarator                                        | Stellarator          | Laboratorio Nacional de Fusión, CIEMAT, España  |
| PSI-2                                                    | dispositivo lineal   | FZJ, Jülich, Alemania                           |
| PILOT-PSI                                                | dispositivo lineal   | FOM, DIFFER, Países Bajos                       |
| MAGNUM-PSI                                               | dispositivo lineal   | FOM, DIFFER, Países Bajos                       |

## Otras lecturas de interés
- ITER
- Joint European Torus (JET)
- Fusion for Energy
- DEMO Archivado el 29 de octubre de 2012 en Wayback Machine.
- Euratom